# Контрерас Лабарка, Карлос
Карлос Контре́рас Лаба́рка (исп. Carlos Contreras Labarca; 25 февраля 1899, Бульнес — 2 августа 1982, Сантьяго) — чилийский юрист и политик. Член Коммунистической партии Чили, он был генеральным секретарём общины, депутатом (в 1925—1929 и 1937—1941) и сенатором Национального конгресса (в 1941—1946 и 1961—1969), а также и министром общественных работ в правительстве Габриэля Гонсалеса Виделы.

## Биография
Сын Пабло Контрераса Лопеса и Каролины Лабарка. Он женился на Клаудине Акунья Монтенегро, у них родилось двое детей: Елена и Марио.
Он завершил среднее образование в Прикладном лицее, затем поступил на юридический факультет Чилийский университет, который окончил 5 сентября 1924 года.
Работал юристом и секретарём 2-го уголовного суда. Позже он возглавлял Лигу прав человека и был советником Совета по экспорту сельскохозяйственной продукции.

### Политическая карьера
С 1922 года участвовал в профсоюзном движении, а именно деятельности Рабочей федерации Чили. Ещё студентом в 1924 году вступил в Коммунистическую партию Чили (КПЧ), где занимал руководящие должности, пока в 1931 году не стал членом ЦК КПЧ и его генеральным секретарём, занимая эту должность до 1946 года.
В 1925 году он был впервые избран депутатом от первого департаментского избирательного округа Писагуа и Тарапака на период 1926—1930 годов (на этих выборах он баллотировался от Социально-республиканского союза лиц наёмного труда, в который вошли профсоюзы, социалисты, радикалы, демократы, часть либералов и коммунистов, но не сама КПЧ). Он был утверждён депутатом Квалификационным трибуналом 23 апреля 1926 года вместо Луиса Альберто Куэваса.
В 1934 году он был кандидатом в сенаторы от Четвёртой провинциальной группы Сантьяго на дополнительных выборах после смерти члена Социалистической партии Эухенио Матте. Он потерпел поражение от своего товарища-социалиста Мармадуке Грове.
В 1936 году сыграл видную роль в создании и деятельности Народного фронта — антифашистской левоцентристской избирательной коалиции, кандидат которой, радикал Педро Агирре Серда, одержал победу на президентских выборах 1938 года. В 1937 году он был избран депутатом от первой департаментской группы Арика, Писагуа и Икике. Он был членом Постоянной комиссии по конституции, законодательству и правосудию; комитета по международным отношениям и торговле; Специальной следственной комиссии по нарушениям в эксплуатации гуано (1937); Специальной комиссии по изучению рационализации экономики (1937—1938).
В 1941 году он был избран сенатором от Четвёртой провинциальной группы Сантьяго на период 1941—1949 годов. Вошёл в специальные комиссии по изучению совместимости (1941) и административной децентрализации (1947—1948).
Его парламентская работа на период с 3 ноября 1946 года по 16 апреля 1947 года была прервна получением портфеля министра коммуникаций и общественных работ. Однако затем президент Габриэль Гонсалес Видела, избранный при поддержке коммунистов, развернул свой политический курс в сторон антикоммунизма, и Контрерас Лабарка покинув правительство. Продолжив свой срок в Сенате, несмотря на Закон о постоянной защите демократии от 1948 года, объявлявший коммунистов вне закона, он смог завершить свой парламентский срок, посещая сессии до 1949 года.
На парламентских выборах 1961 года Контрерас Лабарка вновь был избран в Сенат уже от Девятой провинциальной группы («Вальдивия, Осорно, Льянкиуэ, Чилоэ, Айсен и Магальянес»). Будучи сенатором в 1961—1969 годах, состоял в Постоянной правительственной комиссии; Совместной комиссии по изучению административной децентрализации; комиссиях по общественным работам и казначействе. С 1961 по 1964 год он был членом Коммунистического парламентского комитета.
Левый президент Сальвадор Альенде назначил его в 1971 году послом Чили в Германской Демократической Республике. Он занимал должность до военного переворота 11 сентября 1973 года. Он вернулся в Чили в 1979 году.
Контрерас Лабарка — автор работ по вопросам освободительного и рабочего движения в Латинской Америке. Награждён в СССР орденом Дружбы народов (1974).